# Каэльбель, Раймон
Раймон Каэльбель (фр. Raymond Kaelbel, 31 января 1932, Кольмар — 17 апреля 2007, Страсбур) — французский футболист, играл на позиции защитника. По завершении игровой карьеры — тренер.
Бронзовый призер чемпионата мира 1958 года. Чемпион и обладатель кубка Франции.

## Клубная карьера
Родился 31 января 1932 года в городе Кольмар. Воспитанник футбольной школы местного клуба «Кольмар».
Во взрослом футболе дебютировал в 1950 году выступлениями за команду клуба «Страсбур», в которой провел шесть сезонов, приняв участие в 158 матчах чемпионата. Большинство времени, проведенного в составе «Страсбура», был основным игроком линии защиты команды.
Своей игрой привлек внимание представителей тренерского штаба клуба «Монако», к составу которого присоединился в 1956 году. Сыграл за команду из Монако следующие пять сезонов своей карьеры. Играя в составе «Монако» также в основном выходил на поле как игрок основного состава.
Позже, с 1961 по 1964 год, играл в составе команд клубов «Гавр» и «Реймс». В 1964 году вернулся в клуб «Страсбур», за который отыграл еще 5 сезонов. Тренерским штабом клуба снова рассматривался как игрок «основы». Завершил профессиональную карьеру футболиста выступлениями за команду «Страсбур» в 1969 году.

## Выступления за сборную
В 1953 году дебютировал в официальных матчах в составе национальной сборной Франции. В течение карьеры в национальной команде, которая длилась 9 лет, провел в форме главной команды страны 35 матчей, забив 1 гол.
В составе сборной был участником чемпионата мира 1954 года в Швейцарии, а также чемпионата мира 1958 года в Швеции, на котором команда завоевала бронзовые награды.

## Карьера тренера
Начал тренерскую карьеру, вернувшись к футболу после длительного перерыва, в 1979 году, возглавив тренерский штаб любительского клуба АСПВ (Страсбург), с которым работал до 1988 года. Опыт тренерской работы ограничился этой командой.
Умер 17 апреля 2007 года на 76-м году жизни.

## Титулы и достижения
- Чемпион Франции (1):

«Монако»: 1960-61
- Обладатель Кубка Франции (2):

«Монако»: 1959-60
«Страсбур»: 1965-66
- Обладатель Суперкубка Франции (1):

«Монако»: 1961